# Psyche (mebel)

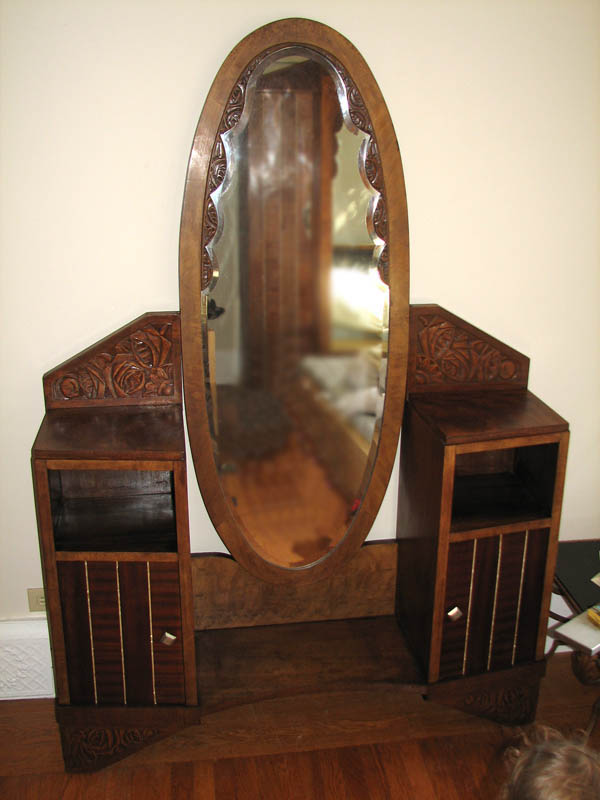
Toaletka z lustrem typu psyche w stylu art déco

Psyche – wysokie przechylne lustro w prostokątnej lub owalnej ruchomej ramie, dające możliwość oglądania całej postaci pod różnym kątem.
Psyche powstało pod koniec XVIII w. i szczególnie modne było we Francji i Europie okresie empiru i restauracji Burbonów.
Lustro w ramie było zawieszone na osiach między dwiema podporami, najczęściej z poprzecznymi belkami nad i pod lustrem i oparte na parze dwójnogów. Dzięki osiom lustro mogło być ustawiane pod dowolnym kątem. Angielskie lustra tego typu miały dodatkowo możliwość regulowania wysokości za pomocą  bloku i przeciwwagi w postaci ołowianych ciężarków. Od tej konstrukcji pochodzi angielska nazwa mebla horse dressing glass.
Popularność klasycznego psyche zmalała, gdy szafy zaczęto wyposażać w lustrzane drzwi. Przechylne lustra typu psyche stały się elementem toaletek. Szczególna moda na przechylne lustra w meblach sypialnianych panowała w okresie art déco i przetrwała do lat 50. XX w.